# Jolanta Turczynowicz-Kieryłło
Jolanta Małgorzata Turczynowicz-Kieryłło, primo voto Turczynowicz-Kosmowska (ur. 4 sierpnia 1973 w Bydgoszczy) – polska adwokat, doktor nauk prawnych, wykładowca akademicki, autorka kampanii społecznych, szachistka, samorządowiec.

## Życiorys

### Kariera szachowa
Na przełomie lat 80. i 90. XX wieku należała do ścisłej czołówki polskich juniorek, w latach 1985–1991 dziewięciokrotnie startując w finałach mistrzostw Polski juniorek w różnych kategoriach wiekowych i zdobywając cztery medale: trzy srebrne (Wrocław 1988 – do 15 lat, Brzozów 1990 – do 19 lat i Limanowa 1991 – do 18 lat) oraz jeden brązowy (Częstochowa 1987 – do 15 lat). Była również wieloletnią członkinią kadry narodowej juniorek. W 1990 reprezentowała Polskę w międzynarodowym trójmeczu z Czechosłowacją i Niemcami, rozegranym w Spale. Dwukrotnie (Katowice 1988, Miętne 1989) zdobyła brązowe medale drużynowych mistrzostw Polski w szachach błyskawicznych (oba w barwach klubu „Łączność” Bydgoszcz). Posiada tytuł kandydatki na mistrzynię krajową, który otrzymała w 1989. Najwyższe notowanie na liście rankingowej FIDE osiągnęła 1 stycznia 1994, z wynikiem 2120 punktów zajmowała wówczas 29. miejsce wśród polskich szachistek. Od 1992 w turniejach szachowych występowała bardzo rzadko, natomiast w 1996 rozegrała ostatnie partie zaliczane do oceny rankingowej.

### Kariera zawodowa
Po zakończeniu kariery szachowej rozpoczęła studia prawnicze na Wydziale Prawa i Administracji Uniwersytetu Mikołaja Kopernika w Toruniu, które ukończyła w 1997. W 2002 została absolwentką podyplomowego Studium Praw Człowieka i Prawa Europejskiego pod kierunkiem prof. dr hab. Tadeusza Jasudowicza.
Jest jedną ze współzałożycielek kancelarii prawniczej T. de Virion, J. Turczynowicz-Kieryłło i Wspólnicy – Adwokaci i Radcy Prawni. Specjalizuje się między innymi w prawie karnym gospodarczym i prawie finansowym. Była obrończynią policjantów oskarżanych w sprawie porwania w sprawie zabójstwa Krzysztofa Olewnika, która zakończyła się wygraną przed Trybunałem Praw Człowieka w Strasburgu. Pod koniec lipca 2009 w jej domu miała miejsce kradzież dokumentów w tej sprawie.
Reprezentowała w sprawie lustracyjnej sekretarza stanu w Kancelarii Prezydenta RP Lecha Kaczyńskiego, Mariusza Handzlika, oskarżanego o współpracę ze służbami specjalnymi PRL. Na jej wniosek Wojciech Wajda, prezes Wasko S.A., został zwolniony z aresztu.
W sprawie przeciwko portalowi Interia walczyła o nakazanie medialnym koncernom monitorowania komentarzy w Internecie. W 2018, w związku z ujawnieniem przez „Gazetę Wyborczą” afery korupcyjnej wewnątrz Komisji Nadzoru Finansowego, w którą według relacji Leszka Czarneckiego oprócz przewodniczącego KNF Marka Chrzanowskiego mógł być zamieszany także prezes Narodowego Banku Polskiego Adam Glapiński, mecenas wystąpiła przeciwko spółce Agora z pozwem o ochronę dobrego imienia NBP, żądając w ramach zabezpieczenia powództwa tymczasowego usunięcia artykułów prasowych na ten temat opublikowanych w „Gazecie Wyborczej” oraz „Newsweeku”. Złożone przez nią wnioski o zabezpieczenie zostały skrytykowane przez media oraz polityków opozycji jako forma cenzury. W tym samym roku Sąd Okręgowy w Warszawie zwrócił wszystkie 6 wniosków o zabezpieczenie Jolancie Turczynowicz-Kieryłło z powodu braków formalnych. Jak wynika z informacji medialnych, ponownie zostały złożone 4 wnioski o zabezpieczenie z żądaniem usunięcia artykułów informujących o możliwym zaangażowaniu Adama Glapińskiego w aferę KNF, z czego w 2019 roku 1 został odrzucony przez Sąd Okręgowy z przyczyn formalnych, 2 zostały oddalone jako niezasadne, a 1 oczekuje na rozpatrzenie.
Była wykładowczynią Collegium Humanum Szkoły Głównej Menadżerskiej. Jest członkiem Izby Adwokackiej w Warszawie. W 2024 uzyskała tytuł doktora nauk prawnych na Uniwersytecie Warmińsko-Mazurskim w Olsztynie.

### Działalność społeczna
Jolanta Turczynowicz-Kieryłło jest prezesem zarządu Fundacji Akademii de Virion. Fundacja imienia zmarłego adwokata Tadeusza de Virion ma stanowić forum wymiany myśli i poglądów ekspertów prawa, której celem jest propagowanie wybitnej myśli prawniczej oraz troska o najwyższe standardy w dziedzinie prawa stanowionego i stosowanego. Kluczowe projekty Fundacji Akademii de Virion dotyczą zagadnień wymiaru sprawiedliwości oraz zagadnień konstytucyjnych. Jest autorką Europejskich Kampanii Społecznych „Mały Obywatel” oraz „Szanuję. Nie hejtuję” oraz kampanii artystycznych „Mecenasi Sztuki – Patrons of Art”.
Była prezydentem Konwentu Uczelni Collegium Humanum Szkoły Głównej Menadżerskiej, a także przewodniczącą rady Fundacji na rzecz Polskiej Młodzieży im. Ludwika Rajchmana.
Uczestniczy w pracach Forum dla Praworządności organizowanego przez Polską Akademię Nauk we współpracy z Polską Akademią Umiejętności. Jest członkiem Sekcji Polskiej stowarzyszenia prawników – Association des Amis de la Culture Juridique Française im. Henriego Capitanta.

### Działalność polityczna
W latach 1998–2002 była radną Rady Miasta Bydgoszczy, pełniąc funkcję wiceprzewodniczącej klubu radnych Akcji Wyborczej Solidarność. Była określana w prasie jako jedna z najaktywniejszych radnych. W 1999 wspólnie z prof. Grzegorzem Opalą prowadziła zjazd krajowy Ruchu Społecznego AWS w Gdańsku, na którym została wybrana na wiceprzewodniczącą krajowej komisji rewizyjnej partii. Przed wyborami parlamentarnymi w 2001 kierowała zespołem prawnym w sztabie krajowym Akcji Wyborczej Solidarność Prawicy. W wyborach do Sejmu RP w 2001 bezskutecznie kandydowała z listy AWSP w okręgu bydgoskim, zajmując wśród kandydatów 4. miejsce (AWSP nie zdobyła mandatów). W wyborach samorządowych w 2002 bez powodzenia ubiegała się o reelekcję do bydgoskiej RM, startując z listy Bydgoskiego Porozumienia Obywatelskiego.
W wyborach parlamentarnych w 2019 startowała jako bezpartyjna kandydatka PiS (z rekomendacji Porozumienia Jarosława Gowina) w wyborach do Senatu w okręgu 88 w Wielkopolsce, przegrywając z Adamem Szejnfeldem z Koalicji Obywatelskiej.
19 lutego 2020 prezydent Andrzej Duda mianował ją szefową swojej kampanii przed wyborami prezydenckimi. 14 marca zrezygnowała z tej funkcji. W późniejszych wypowiedziach krytycznie odnosiła się do kampanii i kandydatury Andrzeja Dudy.

## Życie prywatne i rodzina
Pochodzi z rodziny o tradycjach szachowych i prawniczych. Jej matka, Lidia (z domu Fentzel), była w 1967 i 1969 dwukrotną mistrzynią Polski juniorek do 20 lat w szachach, natomiast ojciec – Edward – jest adwokatem (był m.in. pełnomocnikiem i obrońcą opozycjonistów w PRL) oraz szachistą i działaczem sportowym (w latach 2003–2004 był prezesem Kujawsko-Pomorskiego Związku Szachowego).
Jest matką trójki dzieci: Michała, Anny oraz Adriana. Obecny mąż – Andrzej Kieryłło – jest projektantem, designerem, w czasach PRL-u również studenckim bardem, a po 1989 autorem tekstów piosenek, m.in. Krzysztofa Krawczyka („Nasz dom” i „Warto żyć”).